# Ozophora reperta
Ozophora reperta är en insektsart som beskrevs av Willis Blatchley 1926. Ozophora reperta ingår i släktet Ozophora och familjen Rhyparochromidae. Inga underarter finns listade i Catalogue of Life.